# Crisanto di Gerusalemme
Crisanto I, nato come Chrysanthos Notaras (in greco Χρύσανθος Νοταράς; Arachova, tra il 1655 e il 1660 – Gerusalemme, 7 febbraio 1731) è stato il patriarca di Gerusalemme nella prima metà del XVIII secolo.
È noto per le sue opere letterarie e per la realizzazione della prima mappa in greco dopo l'epoca bizantina.

## Biografia
Nacque ad Arachova, in Acaia. L'esatta data di nascita non è nota: è probabile che sia nato tra il 1655 e il 1660. Ricevette la sua prima istruzione da suo zio, Dositeo, che in seguito inviò il giovane Chrysanthos a Costantinopoli, all'età di circa 13-15 anni. Chrysanthos come laico seguì ancora suo zio nei suoi vari viaggi; lo accompagnò a Gerusalemme nel 1678, e nello stesso anno fu ordinato diacono. Tra il 1680 e il 1681 studiò presso la Grande Scuola della Nazione e ebbe come insegnante Sevastos Kyminitis. Parallelamente viaggiò per raccogliere fondi per il Santo Sepolcro, mentre iniziava anche a scrivere vari trattati teologici. Nel 1688 iniziò un tour dell'Europa che ebbe come tappe la Valacchia, Berlino e la Polonia. Nel 1689 fu ordinato presbitero. Tra il 1689 e il 1690 si trovò a Bucarest dove fu coinvolto nella riorganizzazione della Authentic Bucarest Academy. Allo stesso tempo, fu coinvolto dal Patriarcato di Gerusalemme in una diatriba sui pellegrinaggi in Terra Santa contro la Francia e i francescani. Dositeo II chiese l'aiuto di Pietro I di Russia: la lettera a quest'ultimo fu consegnata da Chrysanthos il 13 novembre 1692. Tornò a Costantinopoli nel 1693. Tra il 1693 e il 1696 si spostò tra Costantinopoli e Bucarest. Intorno al 1699 tornò a Mosca nell'ambito di una importante missione assegnatagli da Dositeo sulla questione dei santuari sacri. Dopo aver completato la sua missione, al suo ritorno, suo zio lo nominò metropolita di Cesarea in Palestina. Fu ordinato vescovo il 6 aprile 1702 nella Chiesa della Resurrezione a Gerusalemme.

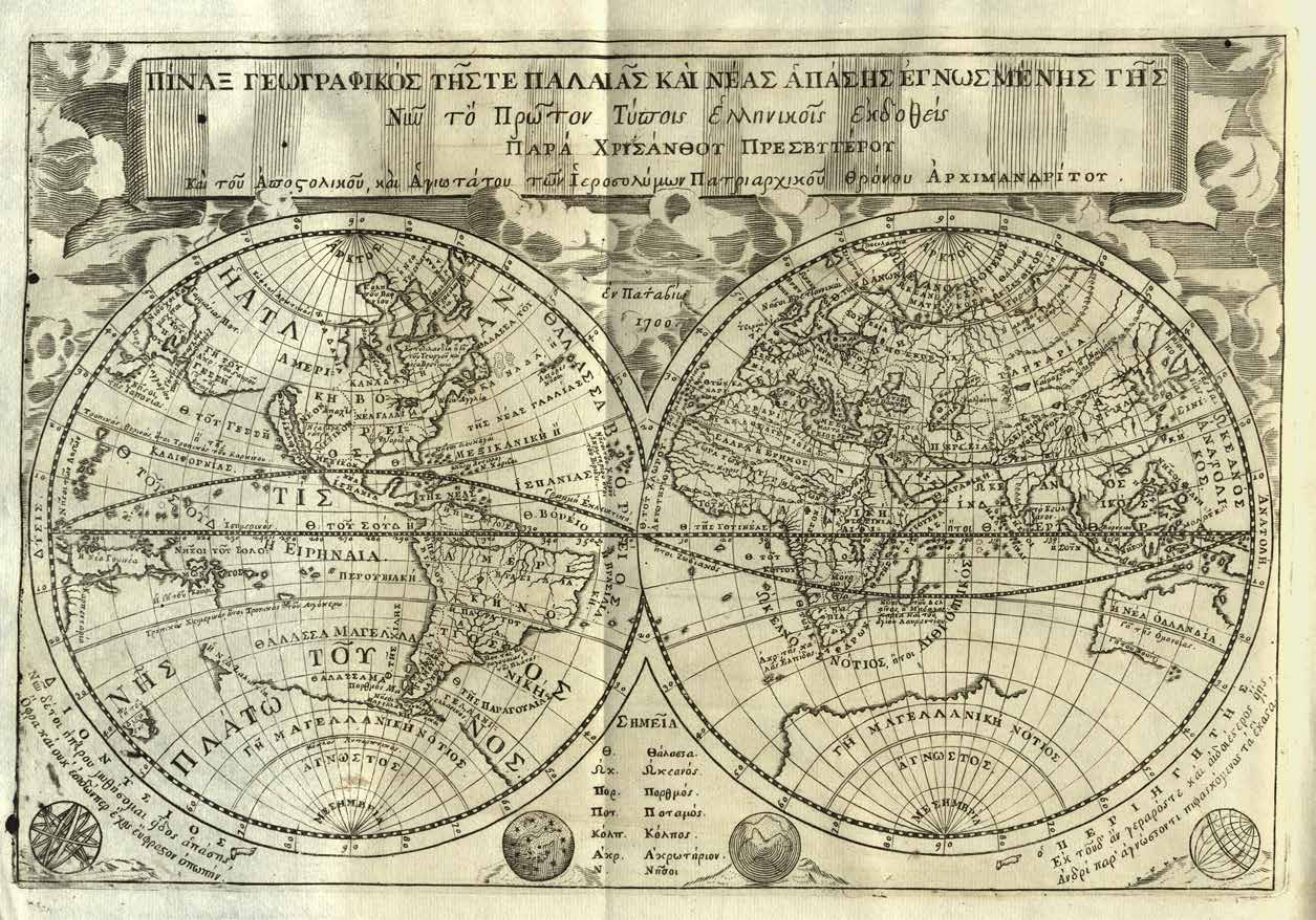
Tavola Geografica delle Terre Antiche e Nuove, Chrysanthos Notaras, Padova, 1700. La prima mappa dell'era moderna in greco.

A Parigi apprese alcune delle sue conoscenze astronomiche attraverso un apprendistato – anche se di breve durata – con Giovanni Cassini. Si associò a eminenti scienziati, in particolare al gesuita Lekenios. Tornando in Grecia, si fermò a Bucarest, dove fu accolto con grande entusiasmo, e dopo una processione fu condotto alla chiesa metropolitana, dove secondo l'usanza del tempo pronunciò un discorso per dimostrare che il suo lungo soggiorno all'estero non aveva compromesso affatto la sua fede ortodossa.

## Astronomia
Chrysanthos era particolarmente interessato all'astronomia e agli strumenti astronomici. Si procurò diversi strumenti astronomici e telescopi dalle città europee e ne costruì anche alcuni da solo. Vari strumenti sono stati trovati nel monastero del Santo Sepolcro a Istanbul. Nel 1892, il professore di matematica G.UN. Arvanitakis, rinvenne nel frantoio del monastero dove era ospitata la Scuola teologica della Croce di Gerusalemme, un doppio astrolabio che recava l'iscrizione:
Fu il primo a introdurre il sistema eliocentrico in Grecia, nel 1713, sebbene egli stesso credesse nel sistema geocentrico tolemaico. Nella sua opposizione al sistema copernicano, non utilizzò obiezioni e argomenti teologici, ma l'obiezione più sostanziale adottata dagli scienziati nel corso il XVI secolo. Espose oggettivamente e per lungo tempo altre visioni di astronomi antichi e moderni su quale sistema fosse più adatto per spiegare i moti dei pianeti. Citò che i Pitagorici avevano postulato il movimento della Terra e menzionò in modo particolare Aristarco di Samo.

## Opere
Le opere letterarie di Chrysanthos sono state multiformi e possono essere classificate in genere: a) paraenetico-teologico, b) giuridico-canonico, c) storico-geografico, d) astronomico-matematico.

### Sull'aforisma
Alla fine del XVII secolo, su sollecitazione del sovrano d'Ungheria Vlachs Costantino Vassarava, compose un trattato sul valore dell'aforisma. In questo trattato Chrysanthos analizza nel dettaglio l'origine della frase, il suo uso, i risultati negativi determinati dalla sua imposizione.